# گمینا باوتوو
گمینا باوتوو (به لهستانی:  Gmina Bałtów) یک گمینا در لهستان است که در شهرستان اوستروویتس واقع شده‌است. گمینا باوتوو ۱۰۴٫۹۲ کیلومتر مربع مساحت و ۳٬۹۹۹ نفر جمعیت دارد.